# 沼田警察署 (北海道)
沼田警察署（ぬまたけいさつしょ）は、かつて北海道警察旭川方面本部が管轄する警察署の一つとして、雨竜郡沼田町および北竜町の区域を管轄していたが、深川警察署に統合され、深川警察署沼田警察庁舎に改編された。

## 沿革
- 1898年 - 滝川警察署上雨竜巡査駐在所として発足
- 1948年 - 警察法施行に伴い、自治体警察の沼田警察署が発足
- 1954年 - 警察法の改正により北海道警察に統合、旭川方面沼田警察署
- 2015年7月 - 沼田警察署を深川警察署に統合し、署長などを配置しない深川警察署の分署とする計画が発表される[1]
- 2017年4月1日 - 深川警察署に統合され、深川警察署沼田警察庁舎となる[2]。

## 警察署当時のデータ

### 組織
- 署長(警視)
- 副署長兼警務課長（警部）
  - 警備係
- 刑事・生活安全課
- 地域・交通係

## 駐在所
- 共成駐在所
- 和駐在所
- 碧水駐在所

廃止
- 恵比島駐在所 - 2014年9月30日廃止。